# Dedebit Football Club
Maillots
Actualités
Le Dedebit Football Club (en amharique : ደደቢት የእግር ኳስ ክለብ), plus couramment abrégé en Dedebit FC, est un club éthiopien de football fondé en 1997 et basé dans la ville de Mekele, dans le nord du pays.

## Histoire
Fondé en 1997 en tant que club sportif pour la jeunesse dans la capitale éthiopienne, Addis-Abeba, Dedebit FC fait sa première apparition en première division lors de la saison saison 2009-2010. Les débuts sont exceptionnels puisque le club termine à la deuxième place du classement, derrière l'intouchable Saint-George SA, le club le plus titré du pays. Mais surtout, Dedebit parvient à remporter le premier trophée national de son histoire : la Coupe d'Éthiopie en prenant en finale sa revanche sur le nouveau champion, Saint-George.
L'année suivante voit Dedebit réussir des résultats sensiblement équivalents. Le club finit à la 3e place du championnat, remporté cette saison-là par Ethiopian Coffee et découvre les compétitions continentales en prenant part pour la toute première fois à la Coupe de la confédération 2011. Le tour préliminaire les voit éliminer les Tanzaniens de Young Africans FC (4-4, 2-0) mais l'aventure s'arrête au premier tour face au club égyptien d'Haras El Hodood (0-4, 1-1).
Lors de la saison 2011-2012, le club finit une nouvelle fois sur la deuxième marche du podium, à nouveau devancé par Saint-George SA. C'est le 3e podium en 3 saisons disputées par Dedebit au plus haut niveau. Il se qualifie donc pour la Coupe de la confédération 2013, à la suite de la non-organisation de la Coupe d'Éthiopie cette saison.
En 2018, le club change de ville, et quitte la capitale d'Addis-Abeba pour la ville de Mekele.

## Palmarès
| \| - Championnat d'Éthiopie (1) : - Champion : 2012-13. - Vice-champion : 2009-10 et 2011-12. - Coupe d'Éthiopie (2) : - Vainqueur : 2009-10 et 2013-14. \| \| - Supercoupe d'Éthiopie : - Finaliste : 2010. \| |  |                                               |
| - Championnat d'Éthiopie (1) : - Champion : 2012-13. - Vice-champion : 2009-10 et 2011-12. - Coupe d'Éthiopie (2) : - Vainqueur : 2009-10 et 2013-14.                                                           |  | - Supercoupe d'Éthiopie : - Finaliste : 2010. |

## Personnalités du club

### Présidents
- Awel Abdurehim

### Entraîneurs
- Haile Michael Tesfaye

### Anciens joueurs
- Getaneh Kebede